# Альфред Манке
Альфред Манке (нім. Alfred Mahncke; 18 березня 1888, Позен — 12 січня 1979, Ойтін) — німецький офіцер, генерал авіації. Кавалер Лицарського хреста Хреста Воєнних заслуг з мечами.

## Біографія
1 квітня 1908 вступив у 1-й залізничний полк. У жовтні 1912-вересні 1913 року пройшов льотну підготовку в Деберіці. З 1 жовтня 1913 року — ад'ютант 2-го авіаційного загону.
Учасник Першої світової війни; в вересні 1914 року призначений офіцером у справах авіації в штабі 8-ї армії, що діяла на російському фронті. З січня 1915 року — пілот 14-го авіаційного загону. 18 квітня 1915 року повернувся в штаб 8-ї армії, а 1 лютого 1916 року зайняв аналогічну посаду в штабі 2-ї армії, яка діяла у Франції. У серпні 1916 року зарахований в штаб командувача авіацією діючої армії. З квітня 1917 року служив в штабах резервних частин. З 10 травня 1918 року — командир 231-го авіаційного загону.
У березні 1919 переведений на авіаційну базу в Кенігсберзі, а 2 липня 1919 звільнений з армії. 15 листопада 1919 року вступив в поліцію. Служив в поліції безпеки Люцена. Закінчив Вище поліцейське училище в Айхе (1923). Обіймав посаду начальника відділу поліції порядку в поліцай-президії Алленштайна (21 грудня 1923 — 25 січня 1924, 17 квітня — 31 травня 1925), потім служив в поліції порядку в Ліку, Кенігсберзі, Грайвіці. 19 січня 1929 року очолив інспекцію поліції Бойтена, а 15 вересня 1931 року став інструктором вищого поліцейського училища. З 26 березня 1933 року — начальник штабу командувача поліцією «Схід». 1 квітня 1935 переведений в люфтваффе і призначений президентом Німецької асоціації авіаспорту, з 26 жовтня 1935 року — імперський керівник авіаспорту і інспектор резерву люфтваффе. Брав активну участь у створенні люфтваффе і організації системи підготовки кадрів. З 1 лютого 1937 року — командир 152-ї бомбардувальної ескадри. 1 листопада 1938 року поставлений на чолі 6-го вищого авіаційного навчального командування зі штаб-квартирою в Гамбурзі.
З 26 серпня 1939 року командувач 1-м, з жовтня 1939 року — 12-м авіаційним обласним штабом. З 1 жовтня 1940 року — начальник Вищого авіаційного навчального командування; керував підготовкою молодих кадрів для люфтваффе. 1 квітня 1941 року переведений в Імперське міністерство авіації інспектором військово-навчальних закладів. 1 червня 1942 року очолив 21-й авіаційний обласний штаб, а в жовтні 1942 року прийняв командування 15-ю авіапольовою дивізією. З 2 січня по 31 березня 1943 року командував авіаційною дивізією «Донець» на радянсько-німецькому фронті, а з 1 квітня по 1 травня 1943 року виконував обов'язки командира 1-го авіакорпусу. З 10 травня 1943 року — генерал для особливих доручень при командувачі 2-го повітряного флоту. 31 липня 1943 року призначений начальником 27-ї польової авіаційної області (зі штаб-квартирою в Мілані). З 4 листопада 1944 року — начальник допоміжного авіаційного штабу «Північ» (Гамбург). 8 травня 1945 року взятий в полон англо-американськими військами. 23 травня 1947 року звільнений.

## Сім'я
23 березня 1923 року одружився з 20-річною Еммою Бертою Йоганною Аннелізою Брахфогель. В пари народився син Йохен Освальд Еріх Отто (1926, Кенігсберг), названий на честь Освальда Бельке. В 2012 році Йохен переклав на англійську мову мемуари свого батька.

## Звання
- Фанен-юнкер (1 квітня 1908)
- Фенріх (19 листопада 1908)
- Лейтенант (19 серпня 1909)
- Оберлейтенант (27 січня 1915)
- Гауптман (27 січня 1917)
- Гауптман поліції (15 листопада 1919)
- Майор поліції (1 квітня 1925)
- Оберстлейтенант поліції (19 грудня 1933)
- Оберст поліції (1 серпня 1934)
- Оберст (1 квітня 1935)
- Генерал-майор (1 січня 1939)
- Генерал-лейтенант (1 листопада 1940)
- Генерал авіації (1 вересня 1943)

## Нагороди
- Право керувати військовим літаком (1911)
- Орден Корони (Пруссія) 4-го класу (1911)
- Орден «За заслуги» (Баварія) 4-го класу (1912)
- Нагрудний знак військового пілота (Пруссія) (1913)
- Залізний хрест
  - 2-го класу (жовтень 1914)
  - 1-го класу (лютий 1915)
- Військова медаль (Османська імперія) (1917)
- Пам'ятний знак пілота (Пруссія) (квітень 1917)
- Нагрудний знак «За поранення» в чорному
- Почесний хрест ветерана війни з мечами
- Комбінований Знак Пілот-Спостерігач
- Медаль «За вислугу років у Вермахті» 4-го, 3-го, 2-го і 1-го класу (25 років)
- Німецький Олімпійський знак 1-го класу
- Медаль «У пам'ять 1 жовтня 1938» із застібкою «Празький град» (20 вересня 1939)
- Застібка до Залізного хреста
  - 2-го класу (1939)
  - 1-го класу (11 лютого 1943)
- Хрест Воєнних заслуг 2-го і 1-го (9 листопада 1941) класу з мечами
- Німецький хрест в золоті (20 травня 1943)
- Орден Заслуг (Угорщина), командорський хрест на військовій стрічці з мечами і зіркою (1944)
- Лицарський хрест Хреста Воєнних заслуг з мечами (14 квітня 1945)